# Rott (Bas-Rhin)
Pour les articles homonymes, voir Rott.
Rott est une commune française située dans la circonscription administrative du Bas-Rhin et, depuis le 1er janvier 2021, dans le territoire de la Collectivité européenne d'Alsace, en région Grand Est.
Cette commune se trouve dans la région historique et culturelle d'Alsace et fait partie du parc naturel régional des Vosges du Nord.

## Géographie

### Localisation
La localité fait partie de la région naturelle de l'Outre-Forêt.

### Géologie et relief
La commune se compose de 27,44 hectares de territoires artificialisés (8,37 %), 242,98 hectares de territoires agricoles (74,08 %) et 58,08 hectares de forêts et milieux semi-naturels (17,71 %).
Espaces naturels Vosges du Nord :
- Trois espaces protégés hors Natura 2000 :

Réserve de Biosphère, zone tampon,
Réserve de Biosphère, zone de transition,
Parc naturel régional.

### Sismicité
Commune située dans une zone 3 de sismicité modérée.
| Wissembourg | Wissembourg | Wissembourg                |
| Wissembourg | Rott        |                            |
| Cleebourg   |             | Oberhoffen-lès-Wissembourg |

### Hydrographie et les eaux souterraines
Hydrogéologie et climatologie : Système d’information pour la gestion des eaux souterraines du bassin Rhin-Meuse :
Territoire communal : Occupation du sol (Corinne Land Cover); Cours d'eau (BD Carthage),
Géologie : Carte géologique; Coupes géologiques et techniques,
 Hydrogéologie : Masses d'eau souterraine; BD Lisa; Cartes piézométriques.
La commune est dans le bassin versant du Rhin au sein du bassin Rhin-Meuse. Elle est drainée par le ruisseau le Haussauerbach et le ruisseau Pfeifersberg,.
Le Haussauerbach, d'une longueur de 15 km, prend sa source dans la commune  et se jette  dans le Seltzbach à Hoffen, après avoir traversé huit communes. 

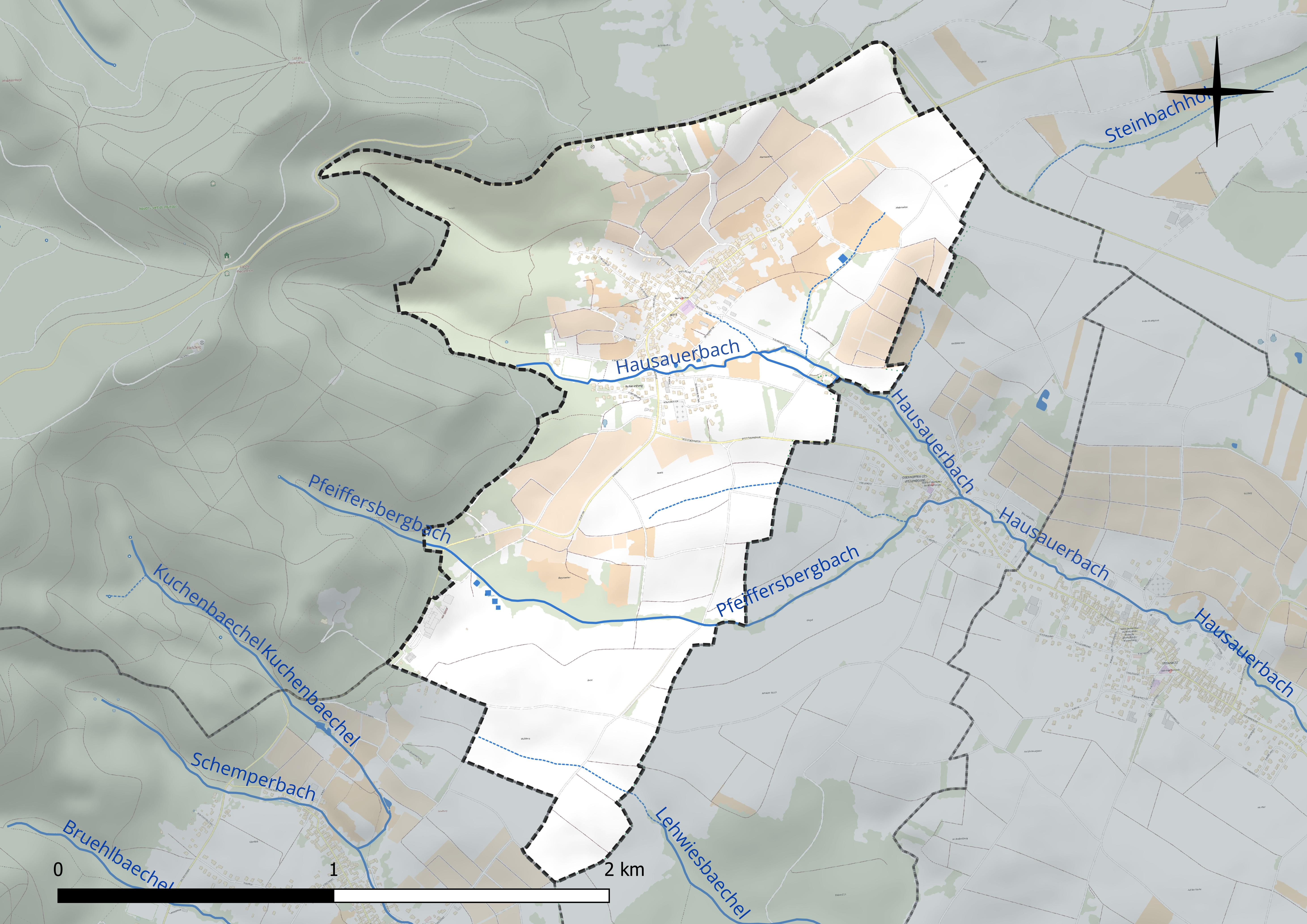
Réseau hydrographique de Rott.

### Climat
Pour des articles plus généraux, voir Climat du Grand Est et Climat du Bas-Rhin.
En 2010, le climat de la commune est de type climat des marges montargnardes, selon une étude du Centre national de la recherche scientifique s'appuyant sur une série de données couvrant la période 1971-2000. En 2020, Météo-France publie une typologie des climats de la France métropolitaine dans laquelle la commune est exposée à un climat semi-continental et est dans une zone de transition entre les régions climatiques « Vosges » et « Alsace ». 
Pour la période 1971-2000, la température annuelle moyenne est de 10,3 °C, avec une amplitude thermique annuelle de 17,5 °C. Le cumul annuel moyen de précipitations est de 885 mm, avec 11,4 jours de précipitations en janvier et 10,6 jours en juillet. Pour la période 1991-2020, la température moyenne annuelle observée sur la station météorologique de Météo-France la plus proche, « Preuschdorf », sur la commune de Preuschdorf à 12 km à vol d'oiseau, est de 11,3 °C et le cumul annuel moyen de précipitations est de 834,2 mm. 
La température maximale relevée sur cette station est de 39,8 °C, atteinte le 4 juillet 2015 ; la température minimale est de −19,9 °C, atteinte le 8 janvier 1985,,. 
Les paramètres climatiques de la commune ont été estimés pour le milieu du siècle (2041-2070) selon différents scénarios d'émission de gaz à effet de serre à partir des nouvelles projections climatiques de référence DRIAS-2020. Ils sont consultables sur un site dédié publié par Météo-France en novembre 2022.

## Urbanisme

### Typologie
Au 1er janvier 2024, Rott est catégorisée commune rurale à habitat dispersé, selon la nouvelle grille communale de densité à sept niveaux définie par l'Insee en 2022.
Elle est située hors unité urbaine. Par ailleurs la commune fait partie de l'aire d'attraction de Wissembourg (partie française), dont elle est une commune de la couronne,. Cette aire, qui regroupe 11 communes, est catégorisée dans les aires de moins de 50 000 habitants,.

### Occupation des sols
L'occupation des sols de la commune, telle qu'elle ressort de la base de données européenne d’occupation biophysique des sols Corine Land Cover (CLC), est marquée par l'importance des territoires agricoles (74,2 % en 2018), une proportion sensiblement équivalente à celle de 1990 (74,8 %). La répartition détaillée en 2018 est la suivante : terres arables (26,5 %), zones agricoles hétérogènes (25 %), forêts (17,5 %), cultures permanentes (13,5 %), prairies (9,1 %), zones urbanisées (8,3 %). L'évolution de l’occupation des sols de la commune et de ses infrastructures peut être observée sur les différentes représentations cartographiques du territoire : la carte de Cassini (XVIIIe siècle), la carte d'état-major (1820-1866) et les cartes ou photos aériennes de l'IGN pour la période actuelle (1950 à aujourd'hui).

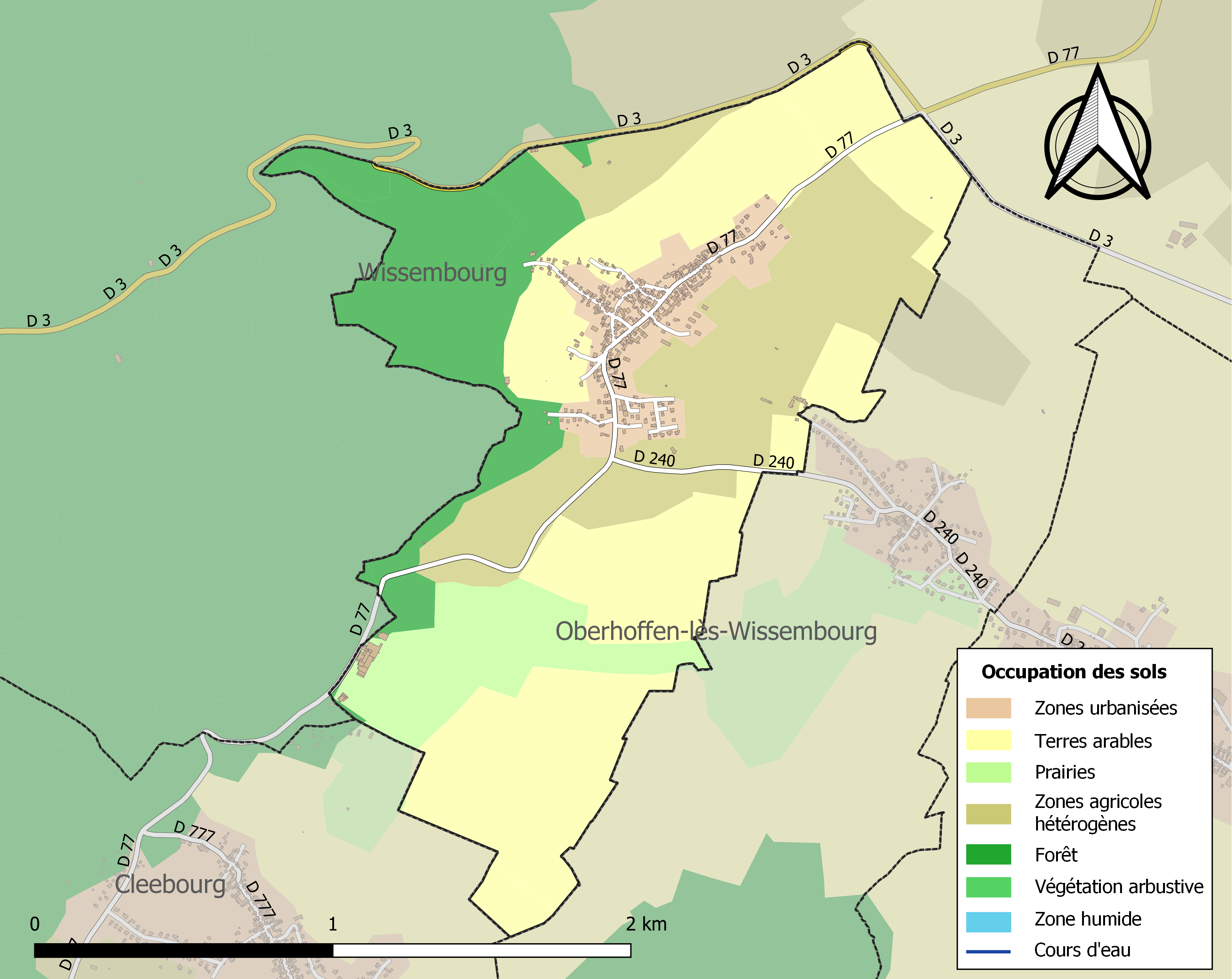
Carte des infrastructures et de l'occupation des sols de la commune en 2018 (CLC).

### Voies de communications et transports

#### Voies routières
- Autoroute A35, aussi appelée autoroute des cigognes ou l'Alsacienne : Échangeurs Seltz, Munchhausen, Lauterbourg.

#### Transports en commun

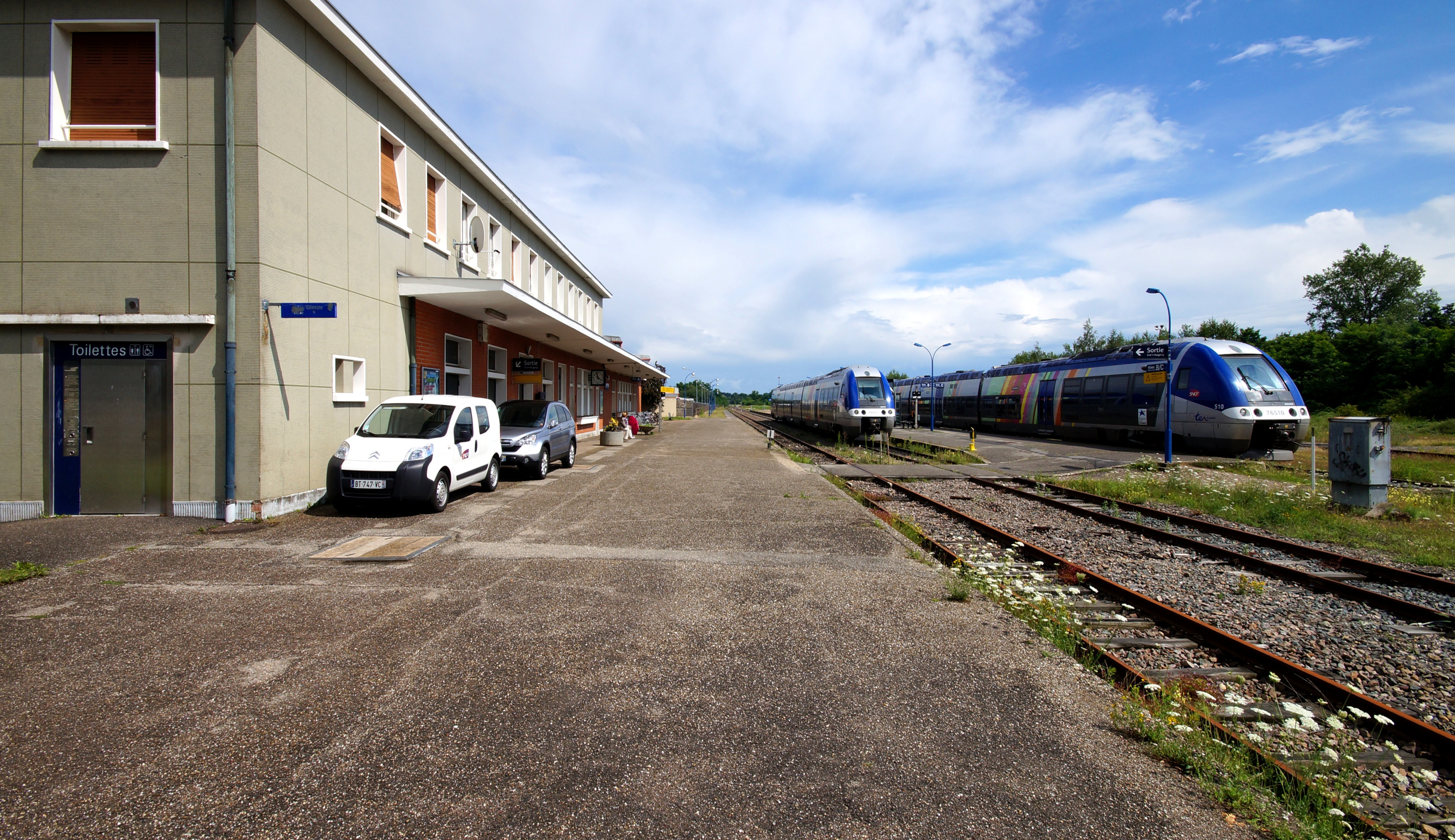
Gare de Wissembourg..

- Fluo Grand Est.
- Transports en Alsace.

#### Lignes SNCF
- Gare de Wissembourg
- Gare de Riedseltz
- Gare de Hunspach
- Gare de Soultz-sous-Forêts
- Gare de Hoffen

## Histoire
La terre de Rott appartient au monastère de Weissenburg et s'appelle Chrodo en l'an 745 ; cf. le cartulaire du cloître de Weissenburg par K. Glöckner et Anton Doll, chartes de 661 à 864.
En 1270 le village passe aux mains de la famille des Deux-Ponts, qui le donneront en sous-fief aux Puller de Hohenbourg en 1407. En 1455, le village repasse sous l’autorité de l’Electeur Palatin, puis en 1504 est à nouveau attribué, par l’empereur Maximilien 1er, aux Deux-Ponts auxquels il appartient jusqu’à la Révolution.
Le vignoble de Rott, réputé de longue date, a beaucoup souffert de la Seconde Guerre mondiale. Une épidémie de phylloxéra (un insecte qui ravagea les vignes) conduit les vignerons à s'associer sous forme de coopérative avec les localités de Cleebourg, d'Oberhoffen-lès-Wissembourg et de Steinseltz.
Rott est passé de l'Arrondissement de Wissembourg à l'Arrondissement de Haguenau-Wissembourg le 1er janvier 2015.

### Héraldique
| Blason de Rott (Bas-Rhin) | Blason  | Coupé : au premier de gueules à la roue de moulin d'argent mouvant pour moitié de la partition, au second d'argent plain. |
| Blason de Rott (Bas-Rhin) | Détails | |

## Politique et administration
| Période                                  | Période  | Identité      | Étiquette      | Qualité     |
| ---------------------------------------- | -------- | ------------- | -------------- | ----------- |
| Les données manquantes sont à compléter. |          |               |                |             |
| 28 juin 2020                             | En cours | Claude Strohl | Sans étiquette | Agriculteur |

### Budget et fiscalité 2023

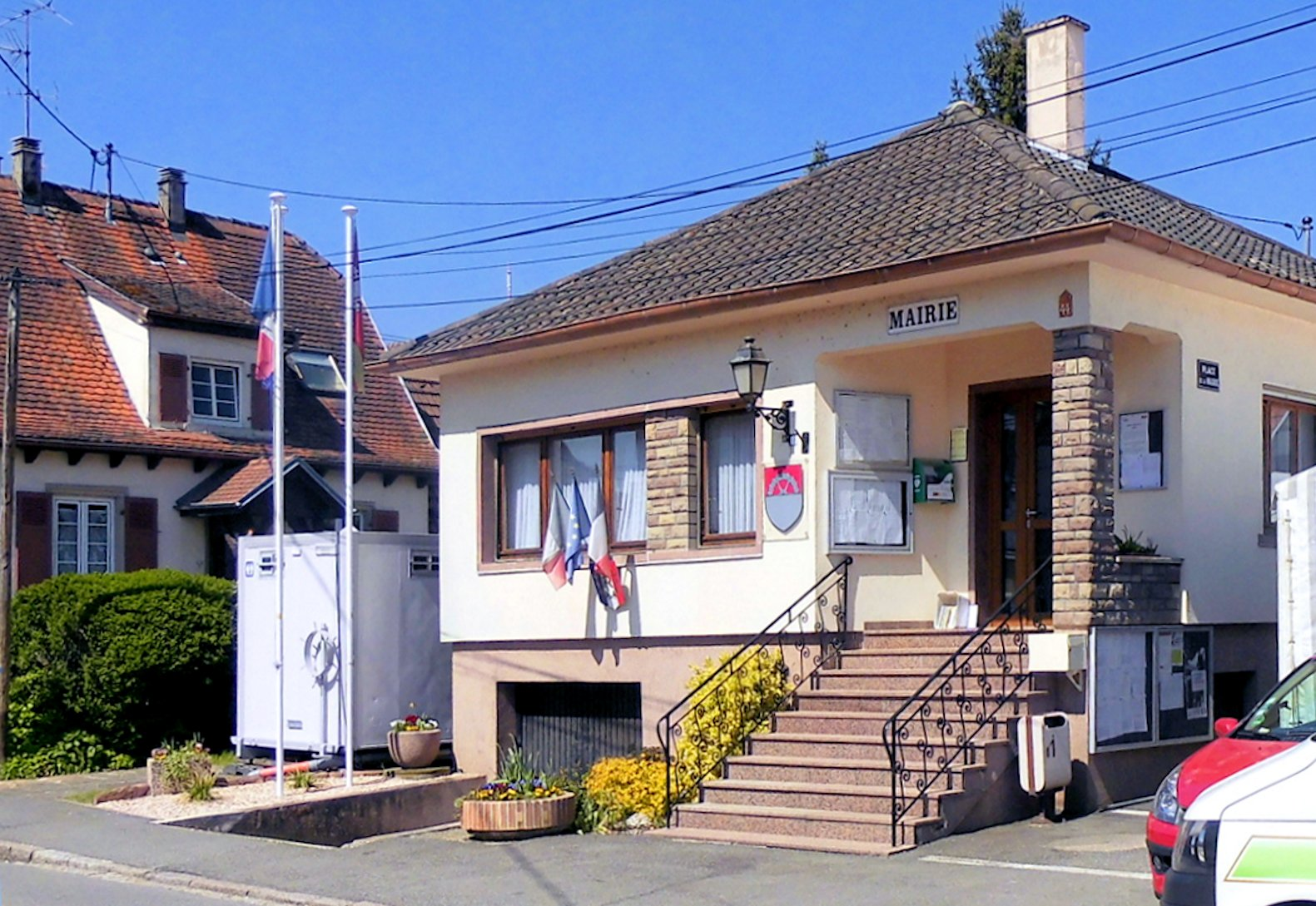
La mairie de Rott.

En 2023, le budget de la commune était constitué ainsi :
- total des produits de fonctionnement : 373 000 €, soit 708 € par habitant ;
- total des charges de fonctionnement : 314 000 €, soit 658 € par habitant ;
- total des ressources d'investissement : 163 000 €, soit 341 € par habitant ;
- total des emplois d'investissement : 176 000 €, soit 349 € par habitant ;
- endettement : 452 000 €, soit 946 € par habitant.

Avec les taux de fiscalité suivants :
- taxe d'habitation : 21,00 % ;
- taxe foncière sur les propriétés bâties : 25,05 % ;
- taxe foncière sur les propriétés non bâties : 47,26 % ;
- taxe additionnelle à la taxe foncière sur les propriétés non bâties : 45,11 % ;
- cotisation foncière des entreprises : 19,48 %.

Chiffres clés Revenus et pauvreté des ménages en 2021 : médiane en 2021 du revenu disponible, par unité de consommation : 25 420 €.

## Économie

### Entreprises et commerces

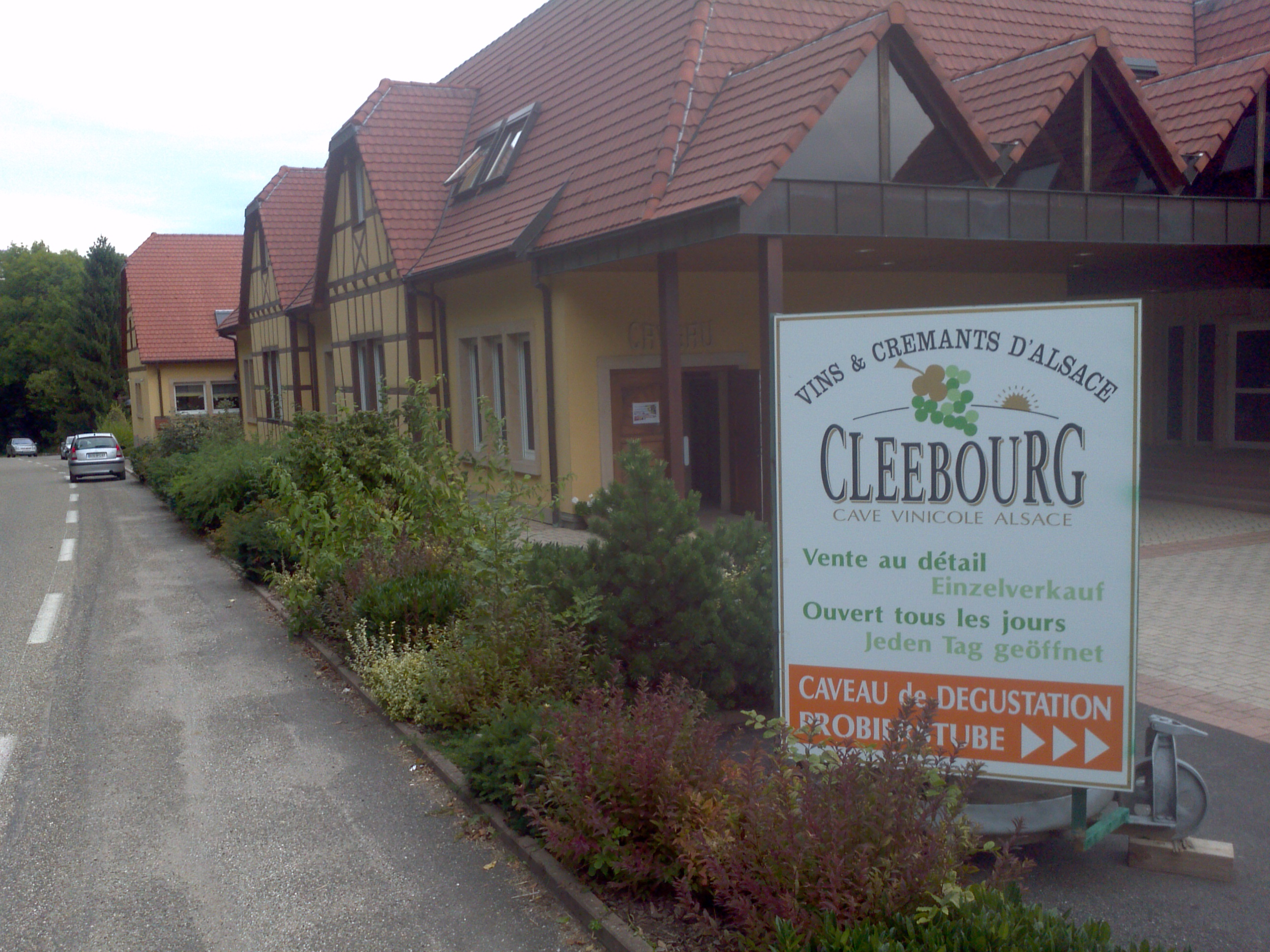
Cave vinicole Alsace Cleebourg.

#### Agriculture
- Culture de la vigne.
- Culture de céréales, de légumineuses et de graines oléagineuses.
- Culture de fruits à pépins et à noyau.
- Élevage de chevaux et d'autres équidés.
- Élevage d'autres animaux.

#### Tourisme
- Hébergements et restauration à Rott, Oberhoffen-lès-Wissembourg, Cleebourg.

#### Commerces
- Commerces et services de proximité[32].

## Population et société

### Démographie

#### Évolution démographique
L'évolution du nombre d'habitants est connue à travers les recensements de la population effectués dans la commune depuis 1793. Pour les communes de moins de 10 000 habitants, une enquête de recensement portant sur toute la population est réalisée tous les cinq ans, les populations de référence des années intermédiaires étant quant à elles estimées par interpolation ou extrapolation. Pour la commune, le premier recensement exhaustif entrant dans le cadre du nouveau dispositif a été réalisé en 2004.

En 2022, la commune comptait 467 habitants, en évolution de −1,27 % par rapport à 2016 (Bas-Rhin : +3,17 %, France hors Mayotte : +2,11 %).
| 1793 | 1800 | 1806 | 1821 | 1831 | 1836 | 1841 | 1846 | 1851 |
| ---- | ---- | ---- | ---- | ---- | ---- | ---- | ---- | ---- |
| 686  | 721  | 774  | 838  | 786  | 718  | 712  | 658  | 637  |

| 1856 | 1861 | 1866 | 1871 | 1875 | 1880 | 1885 | 1890 | 1895 |
| ---- | ---- | ---- | ---- | ---- | ---- | ---- | ---- | ---- |
| 528  | 507  | 511  | 504  | 491  | 461  | 442  | 426  | 397  |

| 1900 | 1905 | 1910 | 1921 | 1926 | 1931 | 1936 | 1946 | 1954 |
| ---- | ---- | ---- | ---- | ---- | ---- | ---- | ---- | ---- |
| 397  | 397  | 407  | 387  | 363  | 367  | 384  | 343  | 350  |

| 1962 | 1968 | 1975 | 1982 | 1990 | 1999 | 2004 | 2006 | 2009 |
| ---- | ---- | ---- | ---- | ---- | ---- | ---- | ---- | ---- |
| 358  | 348  | 371  | 415  | 433  | 414  | 446  | 484  | 470  |

| 2014 | 2019 | 2022 | - | - | - | - | - | - |
| ---- | ---- | ---- | - | - | - | - | - | - |
| 481  | 469  | 467  | - | - | - | - | - | - |

### Enseignement
Établissements d'enseignements :
- École maternelle et primaire[38].
- Collèges à Wissembourg, Soultz-sous-Forêts, Wœrth, Walbourg, Seltz.
- Lycées à Wissembourg, Walbourg, Haguenau.

### Santé
Professionnels et établissements de santé :
- Médecins.
- Pharmacies.
- Hôpitaux.

### Cultes
- Culte catholique, Communauté de paroisses Pays de Wissembourg[40], Diocèse de Strasbourg.
- Culte protestant, Paroisses du Vignoble (Steinseltz, Cleebourg, Birlenbach)[41].

## Lieux et monuments

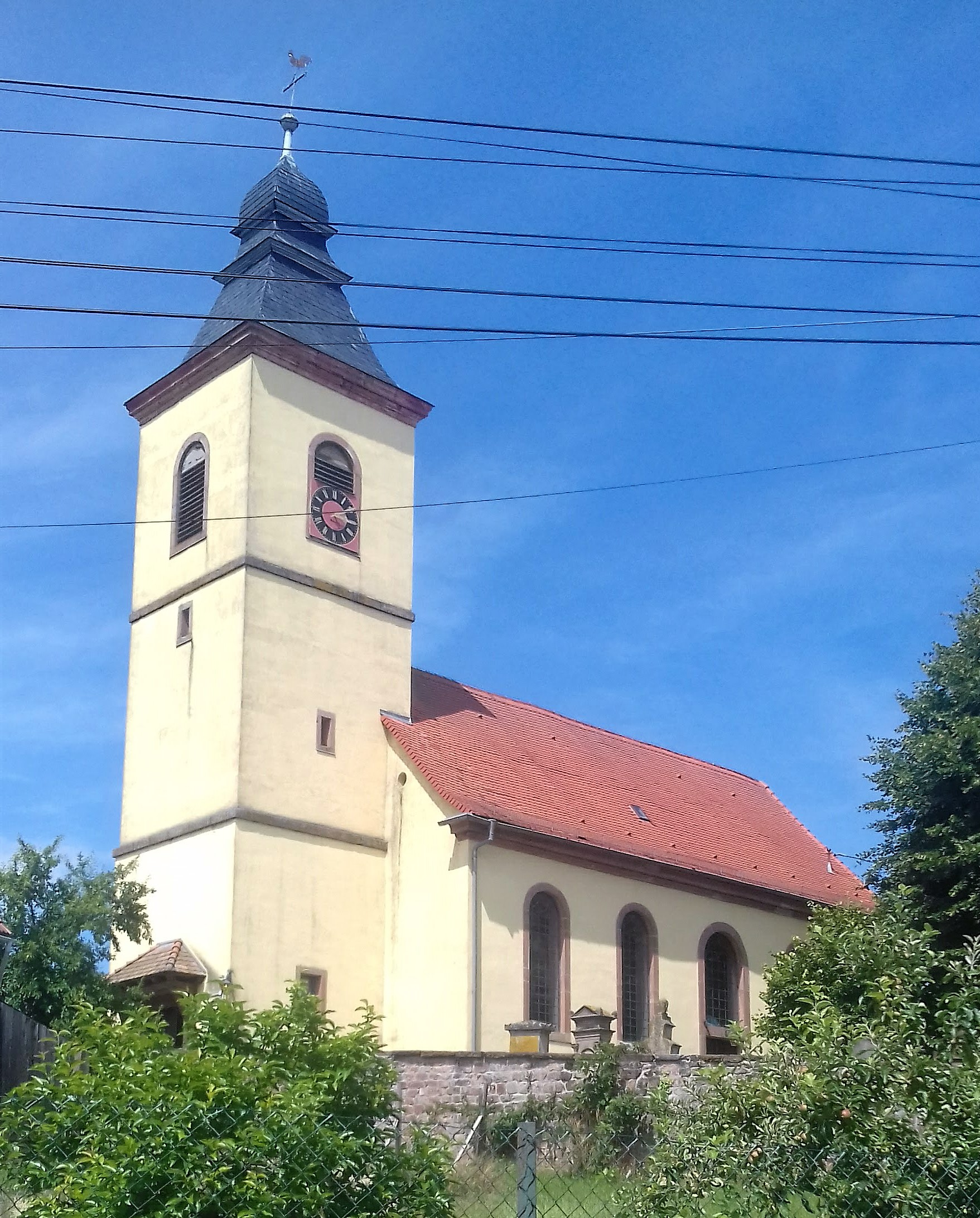
Église Saint-Georges.
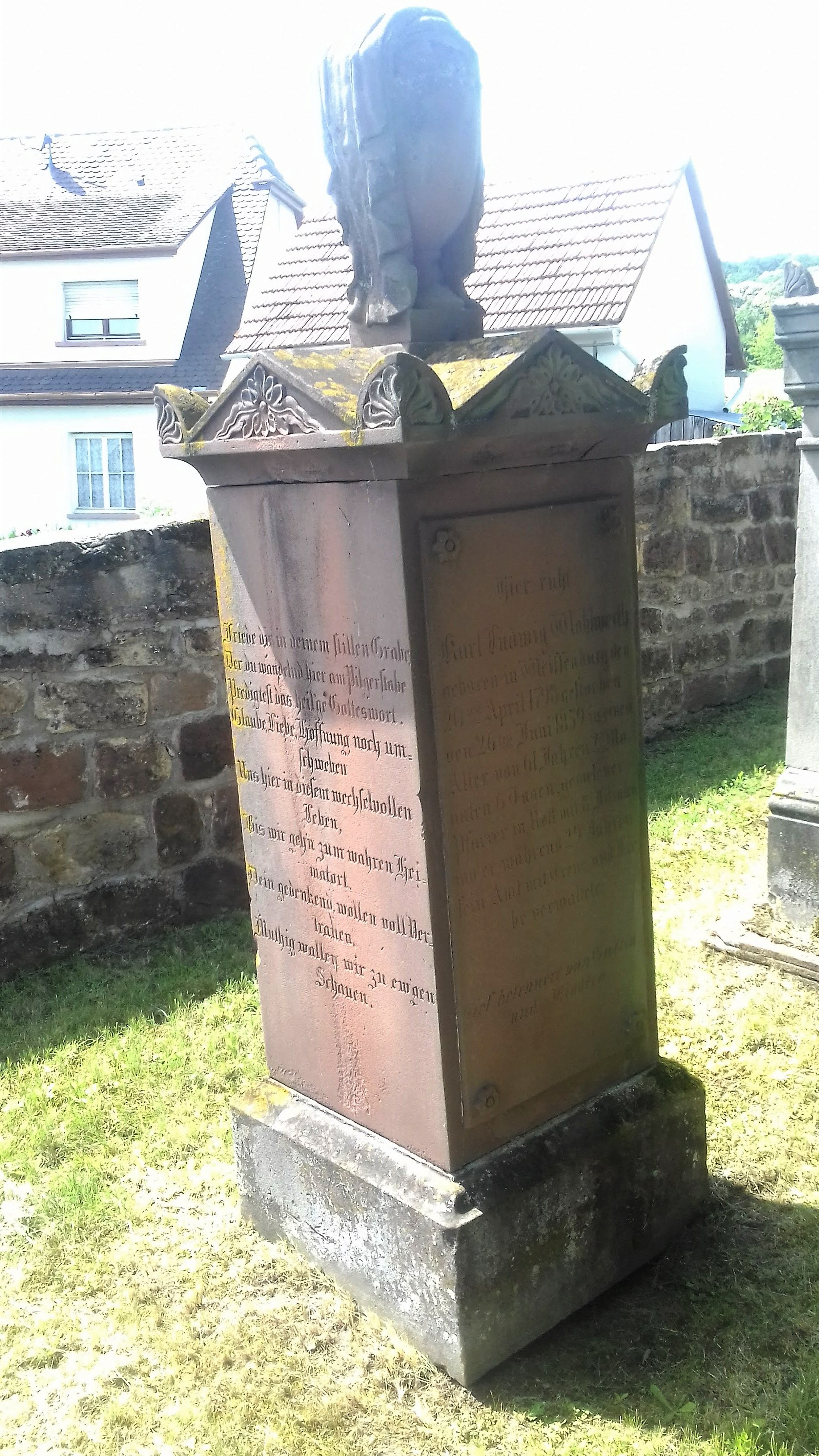
Ancienne pierre tombale de l'église Saint-Georges.
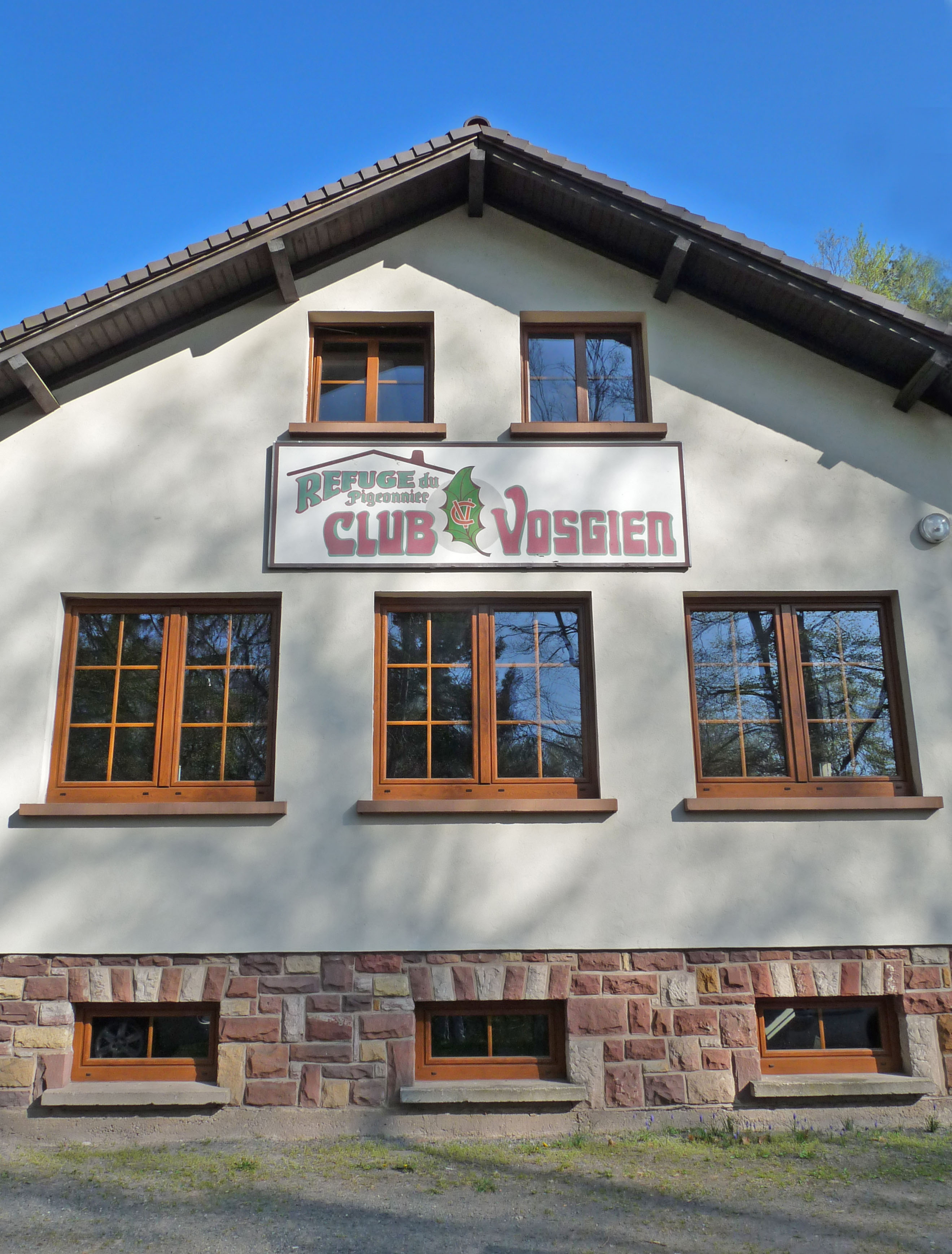
Chalet-refuge col du Pigeonnier du Club vosgien.
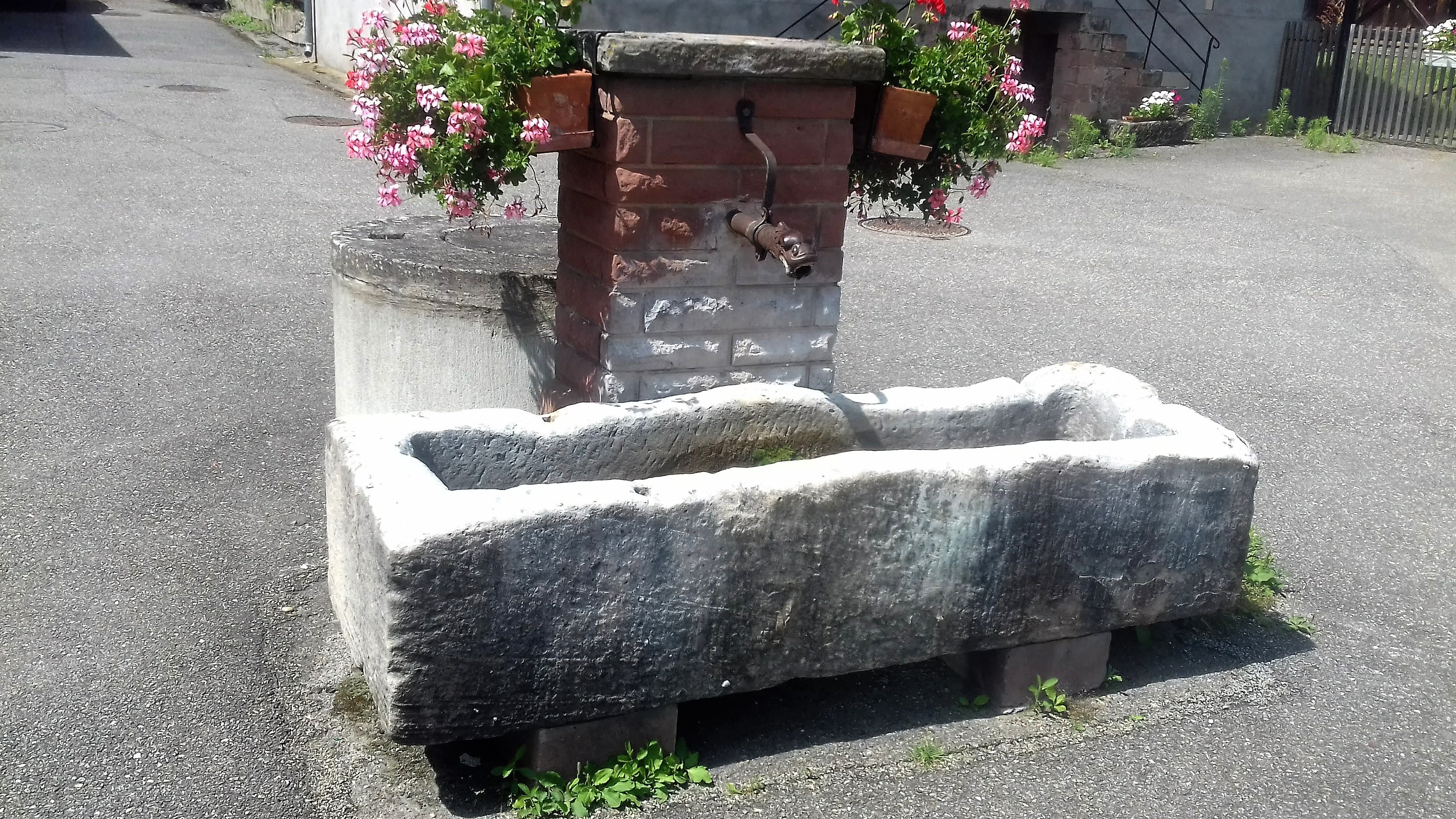
Fontaine rue principale.

- Église paroissiale Saint-Georges, temple[42].

Rott est l'une des quelque 50 localités d'Alsace dotées d'une église simultanée.
- Patrimoine architectural rural recensé par le service régional de l'Inventaire général du patrimoine culturel :

Maisons et fermes,,.
Moulin-ferme, dit Roetzmuhle.
Pressoir à fruits.
- Salle communale[61].
- Tour hertzienne avec une hauteur de 100 mètres sur le col du Pigeonnier (émetteur de l'Eselsberg).

## Personnalités liées à la commune
- Eugène Joseph Guillaud, né le 16 janvier 1911 à Clichy, mort pour la France le 21 mi 1940. Militaire du 81e bataillon de chasseurs à pied (81e BCP)[62].